# Bagisara albicosta
Bagisara albicosta är en fjärilsart som beskrevs av William Schaus 1911. Bagisara albicosta ingår i släktet Bagisara och familjen nattflyn. Inga underarter finns listade i Catalogue of Life.